# 馬約角
68°54′S 63°23′W / 68.900°S 63.383°W

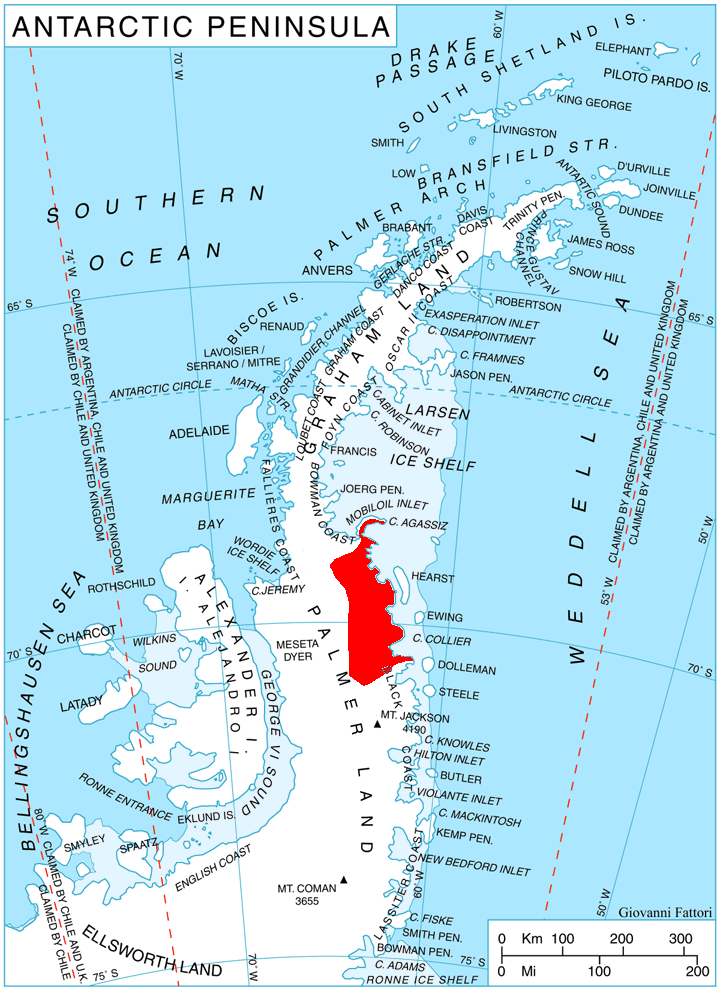

馬約角（英語：Cape Mayo），是南極洲的海岬，位於帕爾默地東岸，處於基勒角和米勒角之間，海拔高度500米，在1928年12月20日由澳大利亞探險家發現，現時由南極條約體系管理。

## 外部連結
. . United States Geological Survey.   [2013-08-30].